# Roger Lécureux
Roger Lécureux (aussi orthographié Lecureux), né à Paris le 7 avril 1925 et mort à Itteville le 31 décembre 1999, est un scénariste de bande dessinée français.

## Biographie
Il débute comme conducteur d'offset en imprimerie mais est licencié à la suite de différends avec son employeur. Entré très jeune en Résistance, il appartient au Maquis du Limousin et est fait prisonnier. Il rejoint l'équipe du journal Vaillant, chargé des abonnements, puis intègre peu à peu l'équipe des scénaristes.
Ses œuvres les plus importantes sont Les Pionniers de l'Espérance réalisés avec Raymond Poïvet de 1945 à 1973 (qu'il qualifie de première bande-dessinée de science-fiction française), et Rahan qu'il a créé en 1969 avec André Chéret dans l'hebdomadaire Pif Gadget, des Éditions Vaillant. Son but était de créer des personnages dont le comportement était toujours collectif.
En 1947, Lécureux Roger a publié, en italien et dans la revue italienne Il Pioniere dei Ragazzi (it), un récit en plusieurs épisodes dont le titre est I Pionieri della Speranza (Les Pionniers de l'Espérance), du numéro 25 au numéro 35 de la revue Il Pioniere dei Ragazzi (1947).
De 1958 à 1963, il est le rédacteur en chef du journal Vaillant.
Nombre de ses scénarios d'aventures sont parus dans Vaillant, Pif Gadget et les petits formats de Mon journal. 
Après son décès, son fils Jean-François Lécureux reprend la série Rahan.

## Principales séries
- Fifi, gars du maquis avec Auguste Liquois (1945-1946) puis Raymond Cazanave (1947).
- Les Pionniers de l'Espérance avec Raymond Poïvet (1945-1973)
- Nasdine Hodja avec René Bastard (1946-1951), René Violet (1950-1951), Pierre Le Guen (1953-1969), Angelo Di Marco (1969-1972) et Eduardo Coelho (1972).
- Lynx Blanc avec Claude-Henri (1947 et 1952-1961), Paul Gillon (1947-1951 et 1956-1957), puis Lucien Nortier et Jean Le Moing (1962-1963).
- Sam Billie Bill avec Lucien Nortier (1949-1963)
- Fils de Chine avec Paul Gillon (1950-1953)
- Louk avec Claude Pascal (1953-1960)
- Jacques Flash avec Pierre Le Guen (1956-1959)
- Wango (reprise) avec  Paul Gillon (1958-1960)
- Mam'zelle Minouche avec Raymond Poïvet (1961-1964) puis Pierre Dupuis (1964-1976)
- Teddy Ted (reprise) avec Yves Roy (1963) puis Gérald Forton (1964-1975)
- Le Grêlé 7/13 avec Lucien Nortier et Christian Gaty (1966-1971)
- Rahan avec André Chéret (ainsi que Romero, Guy Zam et José de Huéscar pour certaines histoires) (1969-1999)
- Capitaine Apache avec Norma (1975-1985)
- Les Robinsons de la Terre avec Alfonso Font (1979-1981)
- Tarao avec Marcello (1982-1990)

### Dans les petits formats
- Galax dans la revue Marco Polo avec Rolland Garel
- Captain James dans la revue Totem Avec Lucien nortier et Pierre Le Goff
- Joke Jones dans la revue Thierry la Fronde
- Kocis dans la revue Ivanhoé
- Les 4 As  dans la revue Robin des Bois avec Rolland Garel
- Sylver des collines dans la revue Marco Polo
- La patrouille blanche dans la revue Lancelot
- Perle l'agent fantôme dans la revue Anouk
- Valérie hôtesse de l'air dans la revue Shirley